# Лопес Моура, Маркос Винисиос
Маркос Винисиос Лопес Мора (порт.-браз. Marcos Vinicios Lopes Moura; род. 23 февраля 2001, Натал), более известен как Соррисо (порт.-браз. Sorriso) — бразильский футболист, полузащитник клуба «Фамаликан».

## Клубная карьера
Соррисо — воспитанник клубов АБС и «Жувентуде». 2 марта 2021 года в матче Лиги Гаушо против «Интернасьонала» он дебютировал за основной состав последних. 2 апреля в поединке против «Аимора» игрок забил свой первый гол за «Жувентуде». 30 мая в матче против «Куябы» он дебютировал в бразильской Серии A. В начале 2022 года Соррисо перешёл в «Ред Булл Брагантино», подписав контракт на 5 лет. 1 февраля в матче Лиги Паулиста против «Гуарани» он дебютировал за новую команду. 17 апреля в поединке против «Атлетико Гоияниенсе» игрок забил свой первый гол за «Ред Булл Брагантино». В 2023 году в матчах розыгрыша Южноамериканского кубка против боливийского «Ориенте Петролеро», парагвайского «Такуари» и «Америки Минейро» он забил 5 мячей.
В начале 2024 года Соррисо на правах аренды перешёл в португальский «Фамаликан». 10 февраля в матче против «Фаренсе» он дебютировал в Сангриш лиге. В этом же поединке игрок забил свой первый гол за «Фамаликан».